# ملک‌آباد (لالی)
ملک‌آباد روستایی در دهستان سادات بخش مرکزی شهرستان لالی استان خوزستان ایران است.

## جمعیت
بر پایه سرشماری عمومی نفوس و مسکن در سال ۱۳۹۵ جمعیت این مکان ۳۸ نفر (۷خانوار) بوده‌است.